# Alles in einer Nacht
Alles in einer Nacht (Originaltitel: All in a Night’s Work) ist ein US-amerikanischer Spielfilm von Regisseur Joseph Anthony aus dem Jahr 1961. Der Film entstand nach dem Bühnenstück All in a Night’s Work von Owen Elford.

## Handlung
Katie Robbins arbeitet für ein Verlagshaus aus Manhattan. Während sie ihren Urlaub in Palm Beach verbringt, rettet sie einen Millionär vor dem Ertrinken. Der dankbare Millionär wird zudringlich, und Katie flieht vor ihm. Nur mit einem Handtuch und ihren Ohrringen bekleidet, landet sie plötzlich in einem Hotelzimmer, wo ein toter Mann liegt. Als sie auch aus diesem Zimmer flieht, beobachtet sie dabei der Hoteldetektiv. Der Tote ist ausgerechnet Katies Chef, der noch dazu mit einem Lächeln auf den Lippen sanft entschlummert ist. Dadurch gerät Katie in den Verdacht, eine Affäre mit dem Mann gehabt zu haben und dass sie nun das Verlagshaus erpressen wird. Auf der Flucht vor dem Detektiv verliert sie einen ihrer Ohrringe und wird dadurch als Mitarbeiterin des Verlages durch den neuen Verlagschef Tony Ryder identifiziert. Tony Ryder ist ein lockerer Playboy, der als Neffe des verstorbenen Eigentümers die Geschäfte übernimmt. Der Verlag ist in finanziellen Schwierigkeiten und befürchtet, den notwendigen Kredit für die weitere Zukunft des Unternehmens durch einen Skandal um den toten Eigentümer nicht zu erhalten. Als Tony erkennt, dass Mitarbeiterin Katie die mögliche Erpresserin ist, versucht er sie zunächst mit einer Gehaltserhöhung von einer Erpressung abzuhalten. Außerdem versucht er sie mit dem Tierarzt Warren Kingsley Jr. zu verkuppeln. Dies schlägt jedoch fehl. Nun bemüht er sich selbst um Katie. Er lädt sie für einen Abend zu sich in seine Wohnung ein. Dort macht er sie betrunken und flirtet mit ihr. Als er jedoch seinen Verdacht über die Erpressung äußert, gerät Katie in Rage und verlässt ihn. Tony erkennt, dass Katie unschuldig ist und dass er sich selbst in sie verliebt hat.

## Kritiken
„Etwas flach angelegte, von Shirley MacLaine aber temperamentvoll gespielte Gesellschaftskomödie.“

„Ein Millionär heiratet seine kleine Angestellte. Dieses alte Lustspielthema ist mit den üblichen Verwicklungen zu einem annehmbaren amerikanischen Unterhaltungsfilm verarbeitet worden.“